# 荏原湘南スポーツセンター
荏原湘南スポーツセンター（えばらしょうなんスポーツセンター）は、神奈川県藤沢市にある民間スポーツ施設である。略称は荏原SSC。神奈川県内、とりわけ湘南地域では規模の大きいテニス施設として知られている。本項では、藤沢本校について記す。

## 概要
1983年10月開設。当時の荏原製作所社長であった畠山清二（第5代、任期 1976年～1988年）がテニス愛好家であったことから、同社藤沢製作所の運動場敷地を利用して建設された。
著名なプロ選手養成スクールであるニック・ボロテリー・テニスアカデミー日本校の施設という位置づけであった。この時代の在校生に杉山愛、吉田友佳、岩渕聡らがいる。同校の撤退後は荏原製作所の子会社として営業。
併設のテニスアカデミーは延べ20万人以上の指導実績をもち、指導陣の一人である内山勝は当センターの代表取締役も務めた。
のちに第二屋内棟の増築と屋外コート縮小を経て、2019年現在、屋内コート14面、ナイター設備つき屋外コート12面を有する。

## 設備
- インドアセンター(第1インドア)
  - 屋内コート 8面
  - レストラン・売店
  - ジム・エアロビクススタジオ・サウナ

- 第2インドアコート
  - 屋内コート 6面

- 屋外ハードコート 6面
- 屋外グリーンサンドコート 6面

- 無料駐車場

## アクセス
送迎バス時刻表および地図
鉄道
- 小田急電鉄 江ノ島線：善行駅から無料送迎バス、またはタクシーで約5分
- JR東日本 東海道本線：藤沢駅からタクシーで約10分

バス
神奈川中央交通
- 中郷バス停より徒歩1分 (ただし便数は少ない）
  - 善03(善02)系統：善行駅 - 関東航空前 - 中郷 - 湘南ライフタウン(老人センター）

- 関東航空前バス停より徒歩5分
  - 藤35・藤45系統：藤沢駅北口 - 関東航空前 - 荏原工業団地

## 舞台となった作品
ベイビーステップ - テニスを題材にした少年漫画（のちにアニメ、実写ドラマ化）。作中ではSTC(南テニスクラブ)と呼称されている。

## 関連人物
- 松岡修造
- 伊達公子
- 添田豪
- 藤原里華 [4]
- KASA -ジュニアアカデミー出身。同氏による漫画「BREAK BACK」とのコラボレーション企画が展開されている[5]。